# 냉각재 상실사고
냉각재 상실사고(loss-of-coolant accident, LOCA)는 원자로에서 발생하는 사고중 하나로, 원자로에 냉각수를 공급하는 원자로냉각재계통의 배관이 파단되고 파단부위를 통하여 냉각수가 상실되는 사고이다. 효과적으로 대응하지 못하면 노심 내부의 열이 급격히 상승하여 최악의 경우 노심 용융 사고가 발생할 수 있다. 대부분의 발전소에서는 LOCA때 효율적으로 대비할 수 있게 비상노심냉각장치(ECCS)를 갖추고 있다.
원자로는 내부에서 열을 발생시켜, 냉각재를 이용하여 열을 배출시키고 그 열을 이용하여 발전을 한다. 만약 냉각재가 부족하거나, 아예 없어져 버리면 SCRAM(원자로 비상 정지)이 발동되어, 연쇄반응을 중단시킨다. 그러나 연료의 방사능 붕괴열로 인해, 일정량의 열이 원자로에 남게 된다. 이때 ECCS가 설계대로 작동되지 않는다면 열은 다음과 같이 원자로에 큰 손상을 입히게 된다.
- 물이 LOCA때 존재하면, 물은 강력한 압력으로 냉각체제의 파이프를 폭발시킬수 있다. 이를 대비하여 원자력 발전소에서는 압력을 빼내는 압력밸브와, 여분의 냉각수를 더 공급할 수 있는 체제를 갖추고 있다.
- 흑연과 공기가 LOCA때 만나면 흑연에서 불이 붙고, 방사능 오염을 뿌린다. 이런 상황은 흑연을 감속재로 쓰는 개량형 가스냉각 원자로, RBMK, 마그녹스, 그리고 여러 무기제조용 플루토늄 생산 원자로에서 일어날수 있다.
- 연료와 원자로가 내부에서 계속 열을 받아 녹을 시 문제가 더 커질 수 있는데, 이 용융물은 열을 계속해서 생성하여, 원자로 바닥으로 내려갈 수 있다. 이런 현상을 가리켜 노심용융(Nuclear Meltdown)이라 하며, 발생시 혹독한 결과를 초래한다. 이걸 지칭하는 말 중 하나가 "차이나 신드롬"(China Syndrome, 미국의 원자력발전소에서 노심용융사고가 일어나면, 그 녹은 방사성물질이 지각밑을 타고 반대편 중국으로 갈 수 있다는 생각)이라는 극단적인 생각이다. 그러나, 현재 여러 사례와 실험을 바탕으로 볼 때, 용융물이 바닥을 녹이기 전에 용융물들의 열생산이 방해를 받게 된다. 예를 들어 체르노빌 사고때 원자로 노심이 녹아, 노심 잔류물이 기반에서 발견되었는데, 발견된 노심 잔류물은 넓게 퍼져 연쇄반응을 더 이상 할 수 없게 되었었다(그러나, 여전히 방사능 수치는 위험한 수치였다).
- 몇몇 원자로는 설계에서부터 수동적 안전장치(Passive Safety)를 적용해 노심용융에서 일어나는 극단적 상황을 예방했다. 페블베드 원자로의 경우엔 연료를 피복으로 둘러싸, 연료가 극단적인 열에 보호받도록 되어 있다. 다른 예로는 CANDU에서 찾을 수 있는데, CANDU에선 2개의 비교적 차가운 물질들(첫 번째로는 중성자 감속재인 중수, 두 번째는 경수로 가득찬 경수차폐 탱크)로 인해서 열은 쉽게 사그라진다.

대한민국 대부분의 원전에 해당하는 가압경수로에서 대형냉각재상실사고가 발생할 때 진행되는 사고 상태는 다음과 같다.
1. 원자로냉각재 배관 내에서 높은 온도와 압력 상태에 있던 액체 상태의 냉각수가 배관 파단 직후 원자로격납건물 대기로 방출된다.
2. 냉각수가 방출된 후 압력이 낮아진 원자로에 비상노심냉각계통에서 공급하는 냉각수가 유입된다.
3. 비상노심냉각수가 원자로를 채우고 파단부위를 통해 방출되는 순환유로를 통해 붕괴열을 제거하게 된다.

따라서 비상노심냉각계통은 대형냉각재상실사고를 포함한 다양한 파단 크기의 냉각재상실사고를 분석하여, 원자로 냉각재를 보충하고 핵연료 붕괴열을 충분히 냉각시킬 수 있도록 설계되어야 한다.
냉각재상실사고에 대비한 핵연료 냉각기능 평가와 함께, 냉각재상실사고로 인한 원자로시설 인근 주민의 방사선 피폭선량에 대한 평가도 수행된다. 방사선 피폭선량 평가는 방사선 관점에서 가장 심각한 사고인 대형냉각재상실사고에 대하여 수행되며, 이때 적용되는 발전소 경계에서의 일반 주민에 대한 방사선 피폭 제한치는 미국의 10 CFR 100.11에서 규정하는 전신선량 250mSv 및 갑상선 선량 3,000mSv를 적용한다.

### 아틀라스
아틀라스는 원자력발전소 설계에서 고려하는 다양한 사고를 실제 압력과 온도 조건에서 모의함으로써 원자력발전소의 설계 및 성능을 검증하기 위한 실험시설로, 한국원자력연구원이 2007년 자체 기술로 설계·건설하여 운영 중이다. 높이는 국내에서 개발한 신형경수로인 APR-1400의 약 1/2, 체적은 1/288 정도이며, 실제 원자로냉각재계통의 조건과 유사한 최대 185기압, 370°C로 열수력 실험을 수행할 수 있다. 실제 핵연료는 사용하지 않는 대신 전기적 장치를 통해 에너지를 발생시킨다.
검증 대상 원전 설계는 신형경수로인 APR-1400을 채택하였으며, 이전의 원전인 한국표준형원전 OPR-1000 설계 특성도 일부 반영하였다. 아틀라스의 핵심기기는 크게 9가지로 나뉜다. •원자로계통의 압력을 조절해주는 가압기•증기관 파열사고를 모의할 수 있는 증기관•수증기를 응축시켜 물로 만든 후 증기발생기로 보내는 증기응축기•냉각재 펌프가 갑자기 멈추는 사고를 모의할 수 있는 냉각재 펌프•전기 가열봉을 통해 방사능 우려 없이 안전사고를 모의할 수 있는 원자로•냉각재상실사고 시 원자로냉각재계통의 냉각수가 유실되면 자동 비상냉각수를 공급해주는 안전주입탱크•증기발생기의 열전달 튜브가 파손되는 사고를 모의할 수 있는 증기발생기•다양한 규모와 위치의 냉각재상실사고를 모의할 수 있는 냉각재 배관•격납건물의 압력 및 조건을 제공하고 원자로냉각재계통으로부터 방출되는 냉각수 유형을 측정하는 격납용기 모의장치이다. 경제협력개발기구(OECD)와 협력하여 아틀라스를 활용한 OECD-ATLAS 국제공동연구를 2014년부터 2017년까지 수행 중이며, 미국, 프랑스, 독일 등 14개국 17개 기관이 참여하는 이 공동연구를 통하여 8건의 실험을 수행하는 등 활용 연구가 활발히 진행 중이다.

## 같이 보기
- 국제 원자력 사고 등급(INES)
- 노심 용해